# Aldo Arroni
Aldo Arroni (ur. 20 grudnia 1945 w Mediolanie) – włoski przedsiębiorca i polityk, poseł do Parlamentu Europejskiego IV kadencji.

## Życiorys
Z zawodu przedsiębiorca i menedżer, pracował na kierowniczych stanowiskach w przedsiębiorstwach wydawniczych, reklamowych i medialnych. Kierował m.in. francuskim oddziałem Publitalia '80 – firmą Publitel France, kontrolowaną przez holding rodziny Berlusconich Fininvest. Dołączył do powołanej przez Silvia Berlusconiego partii Forza Italia. Z jej ramienia w latach 1994–1999 sprawował mandat eurodeputowanego IV kadencji.